# ریموش

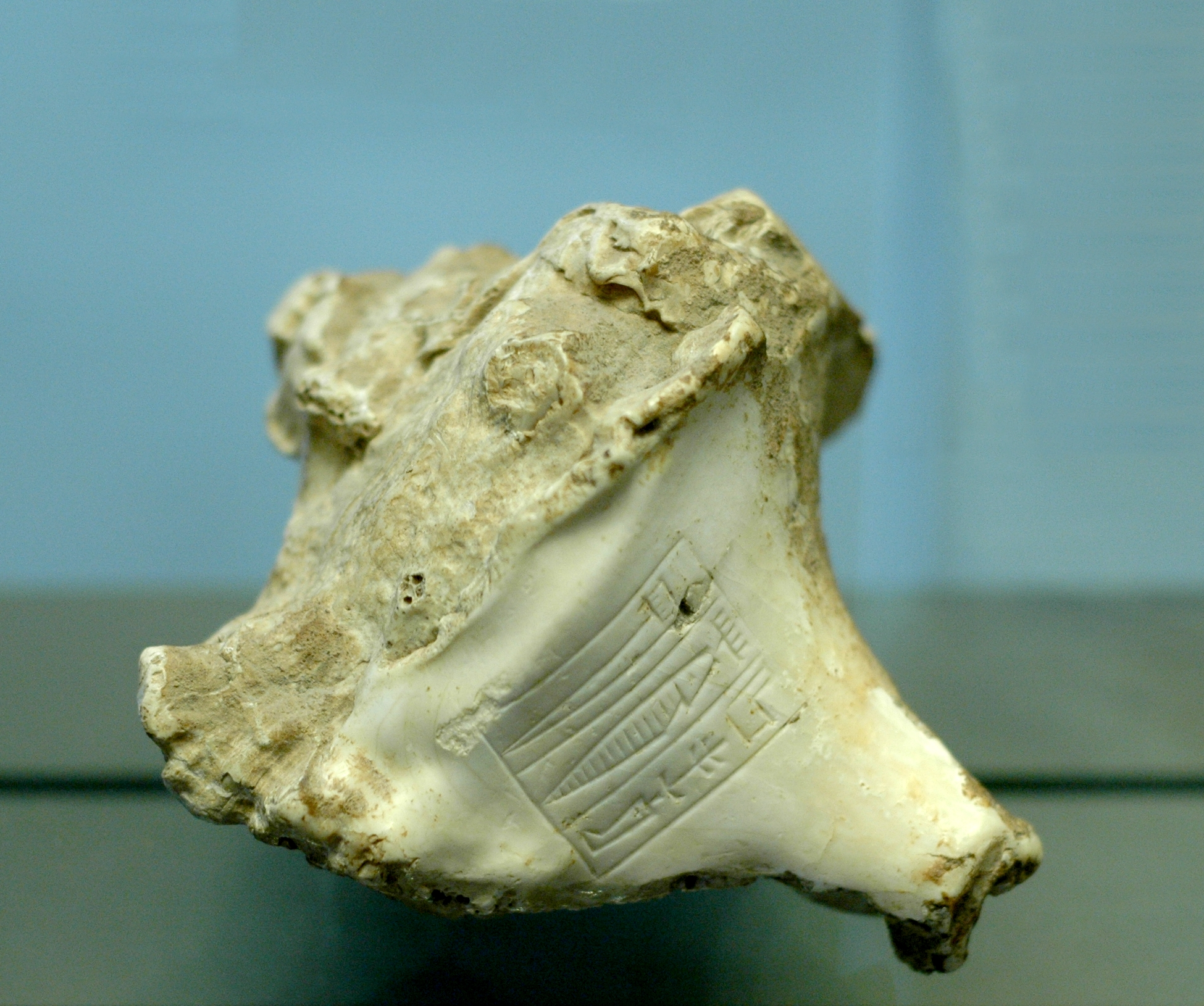
صدف دریایی حلزونی متعلق به ۲٬۲۷۰ سال پیش از میلاد. بر این صدف شکل نام ریموش، پسر سارگن، پادشاه کیش کنده‌کاری شده‌است.

ریموش (Rimuš یا Ri-mu-uš) دومین پادشاه امپراتوری اکد بود. او پسر سارگون اکدی و شهبانو تاشلوتوم بود. به دنبال او، برادرش منیشتوشو بر تخت نشست و پس از او برادرزاده‌اش نارام‌سین بر تخت نشست. 